# Tlogowero
Tlogowero is een bestuurslaag in het regentschap Temanggung van de provincie Midden-Java, Indonesië. Tlogowero telt 901 inwoners (volkstelling 2010).